# Vico Pancellorum
Vico Pancellorum è una frazione del comune italiano di Bagni di Lucca, nella provincia di Lucca, in Toscana.

## Storia
Vico Pancellorum è documentato per la prima volta in un documento dell'anno 873 dove è descritta la giurisdizione della locale pieve di San Paolo che comprendeva i territori di Casoli e Limano. L'istituzione di una comunità con poteri amministrativi a Vico è documentata nel 1261. Possedimento della famiglia Lupari, passò poi sotto Firenze e fu infine riconquistata da Castruccio Castracani. Vico fu uno dei comuni della vicaria della Val di Lima dotato di un proprio consiglio e statuto: si conservano gli statuti comunali di Vico Pancellorum del 1636, del 1712 e del 1724.
Nel 1833 il borgo di Vico Pancellorum contava 524 abitanti.
Gli abitanti del borgo svolgevano storicamente la professione dello stagnino ("arivari" in dialetto), noti per l'aneddoto di aggiustare furbescamente le pentole con la pasta di cera, che naturalmente di scioglieva al primo fuoco, svilupparono una propria lingua segreta e professionale detta "arivaresca", che si è tramandata nei secoli fra le varie generazioni e, conosciuta ancora oggi, si cerca di conservarne la tradizione.

## Monumenti e luoghi d'interesse
- Pieve di San Paolo, chiesa parrocchiale della frazione, è documentata dal IX secolo e si presenta in uno stile romanico a tre absidi databile al XII secolo.[3][4] La facciata a doppio spiovente presenta un rosone a croce sopra al portale principale, sul cui architrave sono scolpiti motivi allegorici.[4] All'interno, tripartito con colonne di pietra con capitelli decorati, sono custodite un'acquasantiera del 1551 e una cantoria della seconda metà del XVII secolo; l'organo risale al 1713.[4] Il tozzo campanile risale al XIII secolo.[4]
- Oratorio del Santissimo Crocifisso
- Oratorio di San Rocco, in località La Cella